# Liste der Monuments historiques in Sérifontaine
Die Liste der Monuments historiques in Sérifontaine führt die Monuments historiques in der französischen Gemeinde Sérifontaine auf.

## Liste der Bauwerke
| Bezeichnung     | Beschreibung                  | Standort | Kennzeichnung | Schutzstatus | Datum | Bild           |
| --------------- | ----------------------------- | -------- | ------------- | ------------ | ----- | -------------- |
| Kirche St-Denis | Erbaut ab dem 12. Jahrhundert | (Lage)   | PA00114911    | Classé       | 1928  | weitere Bilder |

## Liste der Objekte
- Monuments historiques (Objekte) in Sérifontaine in der Base Palissy des französischen Kultusministeriums